# Jezična rekonstrukcija
Jezična rekonstrukcija je proces kojim se ustanovljuju obilježja neposvjedočenog jezika na temelju njegovih jezika potomaka. Provode se dva tipa jezične rekonstrukcije:
- Unutarnja rekonstrukcija, pri kojoj se nepravilnosti unutar nekog pojedinog jezika analiziraju kako bi se donijeli zaključci o ranijem obliku tog jezika.
- Poredbena rekonstrukcija, pri kojoj se putem usporedbe analiziraju dva ili više genetski srodna jezika u istoj jezičnoj porodici kako bi se odredila obilježja njihovog zajedničkog jezika pretka. Taj jezik se obično naziva prajezikom (npr. praslavenski i praindoeuropski) i predstavlja hipotetski oblik jezika koji je izvor svim kasnijim jezicima u njegovoj porodici.

Tekstovi koji se bave jezičnom rekonstrukcijom najčešće rekonstruirane, nezabilježene riječi i oblike označavaju asteriskom, odnosno zvjezdicom (*) prije same riječi (npr. praslavenski: *bǫbarъ, „bumbar”). Time se rekonstruirane riječi razlikuju od onih posvjedočenih iz povijesnih izvora.
Posvjedočene riječi kojima se iz prajezika rekonstruira korijen nazivaju se refleksima (npr. refleksi jata u slavenskim jezicima). Tim se nazivom uopće nazivaju izvodi ranijih oblika, bez obzira jesu li ti raniji oblici posvjedočeni ili ne. Refleksi istog izvornog oblika nazivaju se kognatima.

## Metode
Prije svega, jezici za koje se vjeruje da su potekli od istoga prajezika moraju ispuniti određene kriterije kako bi ih se grupiralo u istu skupinu jezika. Taj se proces naziva podgrupacija, a lingvisti se pri njemu služe analizom raznih povijesnih tekstova. Pri tome je važno obratiti pozornost na to da lingvističke skupine nisu nužno podudarne s etničkima i kulturološkima. 
Jedan od kriterija podgrupacije jest da svi jezici iste skupine dijele iste jezične inovacije kroz svoju povijest. Uz to, većina jezika u istim skupinama dijele obilježja. To je slično prvome kriteriju, ali umjesto zajedničkih promjena, radi se o obilježjima jezika pretka koja su oba jezika potomka zadržala.
Zbog toga što lingvistika, kao i druga znanstvena područja, teži jednostavnosti, bitan princip procesa lingvističke rekonstrukcije jest odrediti najmanji mogući broj rekonstruiranih fonema prajezika koji odgovara dostupnim izvorima. Isti se princip ponovno priziva kada dolazi do određivanja kvalitete fonema; prednost se daje rekonstrukciji s najmanje izmjena u odnosu na dostupne podatke.
Poredbena rekonstrukcija vodi se dvama prilično općenitim principima: princip većine i princip najprirodnijeg razvitka. Princip većine nalaže da je set kognata koji iskazuje neki predložak obilježja (poput ponavljanja slova u određenim položajima unutar riječi) vjerojatno taj predložak naslijedio iz jezika pretka. Princip najprirodnijeg razvitka tvrdi da su neke jezične promjene, u dijakronijskome smislu, učestalije od drugih. Pri tome identificira četiri tendencije jezika:
1. završni samoglasnik u riječi može biti izbačen
2. bezvučni glasovi, najčešće između zvučnih samoglasnika, postaju zvučni
3. fonetski zapornici postaju tjesnačnici
4. suglasnici se obezvučuju na kraju riječi

## Zvučna rekonstrukcija
Princip većine se primjenjuje i na odredbu najvjerojatnijeg izgovora etimona, rekonstruirane, izvorišne riječi neke skupine kognata. Princip najprirodnijeg razvitka opisuje općenite krajnosti prema kojima jezici promjenama teže, a kod rekonstrukcije izgovora se pokušavaju identificirati te težnje. Primjerice, na temelju španjolske riječi cantar i francuske chanter („pjevati”), da se pretpostaviti da je, zbog toga što zapornici često postaju tjesnačnici, kognat koji sadrži zapornik [k] stariji u jeziku nego onaj koji sadrži tjesnačnik [ʃ] (francuski: chanter, /ʃɑ̃.te/) te da je time onaj prvi vjerojatnije sličniji izvornome izgovoru njihovog zajedničkog jezika pretka.